# Mmanthatisi
Mmanthatisi (aussi orthographié 'Ma Nthisi, Mantatise, ou Manthatisi ; née vers 1784 et décédée en 1847) est régente des Batlokwa (en) durant la minorité de son fils Sekonyela de 1813 à 1824.

## Biographie
Elle devient régente après la mort de son mari Kgosi Mokotjo. Elle était réputée être une femme forte, brave, et douée pour diriger son pays, que ce soit en temps de paix tout autant qu'en temps de guerre. Ses proches l'appelaient Mosanyane (« la minuscule ») en raison de son physique maigrelet.